# Uribia
Uribia – miasto w Kolumbii, w departamencie La Guajira.